# Кульбаков Олексій Миколайович
Кульбаков Олексій Миколайович (біл. Аляксей Кульбакоў; нар. 27 грудня 1979, Гомель) — білоруський арбітр, обслуговуває матчі чемпіонату Білорусі з 2003. Арбітр ФІФА з 2006.

## Кар'єра
Кар'єру футбольного судді розпочав у віці 16 років. Перший матч у Вищій лізі чемпіонату Білорусі відсудив у 2003 році, коли Олексію виповнилось усього 23 роки. 1 січня 2006 став арбітром ФІФА. 
З 12 вересня 2007 року судить матчі національних збірних. У 2008 став одним із дев'ятнадцяти учасників програми УЄФА «Таланти та наставники» в рамках цієї угоди він обслуговував матчі під наставництвом Андреаса Шлюхтера (Швейцарія).
У сезоні 2009/10 дебютує в Лізі Європи УЄФА, свій перший матч відсудив 17 вересня 2009 року між командами ЧФР (Клуж-Напока) та «Копенгаген» 2:0.  
У липні - серпні 2013 був одним із шести головних арбітрів, що судили матчі юнацького чемпіонату Європи, зокрема такі матчі:
- Литва — Іспанія 0:2
- Нідерланди - Іспанія 2:3
- Франція — Сербія 0:1

## Матчі національних збірних
| Дата            | Збірні                       | Рахунок | Турнір               | ЖК | YK · YK · RK | RK |
| --------------- | ---------------------------- | ------- | -------------------- | -- | ------------ | -- |
| 12 вересня 2007 | Кіпр – Сан-Марино            | 3 – 0   | Кваліфікація ЧЄ 2008 | 3  | 0            | 0  |
| 1 квітня 2009   | Польща – Сан-Марино          | 10 – 0  | Кваліфікація ЧС 2010 | 3  | 0            | 0  |
| 7 вересня 2010  | Італія – Фарерські острови   | 5 – 0   | Кваліфікація ЧЄ 2012 | 1  | 0            | 0  |
| 12 жовтня 2012  | Нідерланди – Андорра         | 3 – 0   | Кваліфікація ЧС 2014 | 2  | 0            | 0  |
| 10 вересня 2013 | Угорщина – Естонія           | 5 – 1   | Кваліфікація ЧС 2014 | 7  | 0            | 0  |
| 8 вересня 2014  | Чорногорія – Молдова         | 2 – 0   | Кваліфікація ЧЄ 2016 | 4  | 0            | 0  |
| 14 жовтня 2014  | Фарерські острови – Угорщина | 0 – 1   | Кваліфікація ЧЄ 2016 | 4  | 0            | 0  |
| 13 червня 2015  | Польща – Грузія              | 4 – 0   | Кваліфікація ЧЄ 2016 | 0  | 0            | 0  |
| 7 вересня 2015  | Румунія – Греція             | 0 – 0   | Кваліфікація ЧЄ 2016 | 3  | 0            | 0  |
| 11 жовтня 2015  | Гібралтар – Шотландія        | 0 – 6   | Кваліфікація ЧЄ 2016 | 0  | 0            | 0  |
| 5 вересня 2016  | Грузія – Австрія             | 1 – 2   | Кваліфікація ЧС 2018 | 2  | 0            | 0  |
| 6 жовтня 2016   | Молдова – Сербія             | 0 – 3   | Кваліфікація ЧС 2018 | 5  | 0            | 0  |
| 11 червня 2017  | Ізраїль – Албанія            | 0 – 3   | Кваліфікація ЧС 2018 | 1  | 0            | 0  |